# Ollie Smith (rugby à XV, 2000)
Ne doit pas être confondu avec Ollie Smith.
Pour les articles homonymes, voir Smith.
Pas d'image ? Cliquez ici

a Compétitions nationales et continentales officielles uniquement.

b Matchs officiels uniquement.
Dernière mise à jour le 16 janvier 2024.
Ollie Smith, né le 7 août 2000 à Prestwick (Écosse), est un joueur international écossais de rugby à XV. Il évolue principalement au poste d'arrière au sein de l'effectif des Glasgow Warriors en United Rugby Championship.

## Biographie

### Jeunesse et formation
Ollie Smith naît à Prestwick en Écosse, il est un descendant d'Eric Milroy, ancien capitaine de l'équipe d'Écosse lors du dernier match opposant ces derniers à la France avant la Première Guerre mondiale où il meurt en tant que soldat et dont le trophée Auld Alliance lui rend hommage,.
Smith débute le rugby à l'âge de sept ans par l'intermédiaire de son père au sein du club de Marr RFC (en) avant de rejoindre le club d'Ayr RFC. Il étudie dans la Wellington School (en), basée à Ayr, où il est notamment sélectionné pour l'équipe d'Écosse des moins de 16 ans puis rejoint ensuite la Strathallan School (en) où la sélection des moins de 18 ans le sélectionne également, il évolue pour les équipes de rugby des deux établissements. Avec la Strathallan School, il remporte la Scottish Rugby Schools' Cup (en) avec Murphy Walker,,. Par la suite, il rejoint l'Academy (centre de formation) des Glasgow Warriors. En 2019, il est sélectionné par l'équipe d'Écosse des moins de 20 ans pour participer au Tournoi des Six Nations des moins de 20 ans puis au Championnat du monde junior en compagnie de son coéquipier de la Strathallan School Cameron Henderson,,. L'année suivante, il est de nouveau sélectionné pour le Tournoi des Six Nations des moins de 20 ans. Il évolue principalement au poste d'arrière mais peut également jouer centre ou ailier.
En parallèle du rugby, il prépare un diplôme en commerce et comptabilité au sein de l'Open University.
Son idole de jeunesse est l'ouvreur australien Quade Cooper.
Patrick, son frère ainé, meurt à l'âge de vingt-et-un ans après être tombé d'une fenêtre du troisième étage lors d'une fête à Édimbourg. À la suite de ce drame, il lance avec sa famille l'association Give Blood 4 Good en mémoire de son frère pour encourager le don du sang.

### Carrière professionnelle

#### Début de carrière (2021-)
Ollie Smith fait ses débuts professionnels en janvier 2021 contre Édimbourg Rugby,. Il signe ensuite son premier contrat professionnel en février puis connaît sa première titularisation face au Leinster la même semaine,. Pour sa première saison, il prend part à sept rencontres dont quatre en tant que titulaire.
En janvier 2022, il fait ses débuts en Coupe d'Europe face au Stade rochelais, il inscrit notamment ses deux premiers essais dans la compétition, et donc avec Glasgow, en jouant seulement six minutes mais il ne peut empêcher la défaite 38-30 de son équipe. Le mois suivant, il est retenu par l'équipe d'Écosse pour participer au Tournoi des Six Nations 2022. Toutefois, il n'est pas retenu pour disputer des rencontres et il fait son retour avec Glasgow avec qui il dispute la fin de saison en tant que titulaire, cette saison-là il prend part à treize rencontres dont neuf en tant que titulaire et inscrit cinq essais. Il est nommé Jeune Joueur de l'année des Glasgow Warriors pour récompenser ses bonnes performances tout au long de la saison. En juin, il est retenu par l'Écosse pour la tournée en Amérique du Sud. Il joue tout d'abord pour l'équipe d'Écosse A face au Chili où il est l'auteur d'une bonne performance. Plus tard durant la tournée, il est finalement retenu pour disputer le dernier test face à l'Argentine après la blessure de Rory Hutchinson, il connaît donc sa première cape internationale lors de ce match perdu 34-31.
Durant l'automne 2022, il est de nouveau sélectionné par l'Écosse, il est titularisé contre l'Australie où il inscrit son premier essai international mais ne peut empêcher la défaite de son équipe. En janvier 2023, Gregor Townsend le retient pour le Tournoi des Six Nations. Il profite de la blessure de Stuart Hogg pour disputer son premier match dans la compétition lors de la dernière journée face à l'Italie,. De retour du Tournoi, il dispute le huitième de finale de Challenge Cup face aux Dragons où son équipe s'impose largement 73-33. Glasgow atteint ensuite la finale de cette compétition où ils affrontent le RC Toulon. Pour cette rencontre, il est titulaire mais son équipe est cependant battue sur le score de 43 à 19,. Le même mois, il est sélectionné dans une pré-liste pour préparer la Coupe du monde 2023. Cette saison-là, il dispute quatorze rencontres, toutes en tant que titulaire, et inscrit un essai avec les Warriors.
Trois mois plus tard, il est retenu définitivement pour le Mondial. Durant la compétition, il dispute trois matchs de poule, en étant titulaire à une reprise contre la Roumanie où il inscrit un essai lors de la large victoire 84-0 de son équipe. Son équipe est cependant éliminée dès cette phase.
De retour à Glasgow, il enchaîne cinq rencontres avant de subir une grave blessure au genou, en Champions Cup face à l'Aviron bayonnais, le rendant forfait pour le reste de la saison, et par la même occasion pour le Tournoi des Six Nations 2024.

## Statistiques

### Statistiques en club
| Saison                 | Club                   | Compétition               | Matchs | Points | Essais |
| ---------------------- | ---------------------- | ------------------------- | ------ | ------ | ------ |
| 2020-2021              | Glasgow Warriors       | Pro14                     | 6      | 0      | 0      |
| 2020-2021              | Glasgow Warriors       | Pro14 Rainbow Cup         | 1      | 0      | 0      |
| 2021-2022              | Glasgow Warriors       | United Rugby Championship | 10     | 15     | 3      |
| 2021-2022              | Glasgow Warriors       | Coupe d'Europe            | 1      | 10     | 2      |
| 2021-2022              | Glasgow Warriors       | Challenge européen        | 2      | 0      | 0      |
| 2022-2023              | Glasgow Warriors       | United Rugby Championship | 8      | 0      | 0      |
| 2022-2023              | Glasgow Warriors       | Challenge Cup             | 6      | 5      | 1      |
| 2023-2024              | Glasgow Warriors       | United Rugby Championship | 3      | 0      | 0      |
| 2023-2024              | Glasgow Warriors       | Champions Cup             | 2      | 5      | 1      |
| Total Glasgow Warriors | Total Glasgow Warriors | Total Glasgow Warriors    | 39     | 35     | 7      |

### Statistiques en équipe nationale
Ollie Smith compte 9 sélections dont 6 en tant que titulaire, depuis sa première sélection le 16 juillet 2022 face à l'Argentine. Il inscrit 10 points, deux essais.
Il a participé à une édition du Tournoi des Six Nations en 2023.
Il participe également à une édition de la Coupe du monde en 2023, il dispute trois rencontres dont une en tant que titulaire et inscrit un essai.
| Numéro | Date              | Lieu                                   | Adversaire | Compétition         | Résultat | Score |
| ------ | ----------------- | -------------------------------------- | ---------- | ------------------- | -------- | ----- |
| 1      | 29 octobre 2022   | Murrayfield Stadium, Édimbourg         | Australie  | Test match          | Défaite  | 15-16 |
| 2      | 30 septembre 2023 | Stade Pierre-Mauroy, Villeneuve-d'Ascq | Roumanie   | Coupe du monde 2023 | Victoire | 84-0  |

## Palmarès

### En club
- Finaliste de la Challenge Cup en 2023 avec les Glasgow Warriors.

### En sélection nationale
Néant

#### Tournoi des Six Nations
| Édition          | Rang | Résultats Écosse | Résultats Smith | Matchs Smith |
| ---------------- | ---- | ---------------- | --------------- | ------------ |
| Six Nations 2023 | 3e   | 3 v, 0 n, 2 d    | 1 v, 0 n, 0 d   | 1/5          |

Légende : v = victoire ; n = match nul ; d = défaite ; la ligne est en gras quand il y a Grand Chelem.